# Giovanni Corti
Giovanni Corti (Pomerio, 14 aprile 1797 – Mantova, 12 dicembre 1868) è stato un vescovo cattolico italiano.

## Biografia
Ordinato sacerdote nel 1820 e addetto inizialmente al Duomo di Milano, fu poi nominato parroco di Besana in Brianza. Il 12 aprile 1847 divenne vescovo di Mantova, attraversando da posizioni antitemporaliste, antiaustriache e filoliberali gli anni del Risorgimento. A causa della carica religiosa ricoperta fu protagonista degli eventi che si conclusero con il Martirio di Belfiore. Dopo che si era rifiutato di sconsacrare don Giovanni Grioli, il primo dei martiri di Belfiore, fucilato il 24 novembre 1851, a Giovanni Corti fu intimato di ubbidire a Pio IX. Procedette quindi alla sconsacrazione di Enrico Tazzoli condannato a morte dagli austriaci. Altre interpretazioni attenuano le responsabilità papali rilevando la minaccia austriaca di procedere all'esecuzione di altri sacerdoti della diocesi, già tratti in arresto.
Comunque, sofferente, Giovanni Corti procedette al ritiro dei paramenti sacri, dopo che gli stessi furono fatti indossare un'ultima volta a Tazzoli per successivamente rimuoverglieli, e procedette al raschiamento delle dita, con un coltello, in quanto le stesse avevano sorretto l'ostia dell'eucaristia. Furono così risolti i conflitti con il diritto ecclesiastico, consentendo alle autorità imperiali austriache di dar corso all'esecuzione della pena capitale il 7 dicembre 1852 a Belfiore.
In seguito agli eventi connessi con il processo di Mantova ai cospiratori mazziniani guidati da Enrico Tazzoli, nel 1853 il vescovo Corti presentò le dimissioni a Pio IX, che le rifiutò. Il 22 aprile 1868 fu tra i quattro vescovi che coadiuvarono l'arcivescovo di Torino, mons. Ricardi di Netro, nella celebrazione delle nozze di Umberto I di Savoia e Margherita di Savoia.
Morì a Mantova il 12 dicembre 1868.

## Genealogia episcopale e successione apostolica
La genealogia episcopale è:
- Cardinale Scipione Rebiba
- Cardinale Giulio Antonio Santori
- Cardinale Girolamo Bernerio, O.P.
- Arcivescovo Galeazzo Sanvitale
- Cardinale Ludovico Ludovisi
- Cardinale Luigi Caetani
- Cardinale Ulderico Carpegna
- Cardinale Paluzzo Paluzzi Altieri degli Albertoni
- Papa Benedetto XIII
- Papa Benedetto XIV
- Papa Benedetto XIV
- Cardinale Giovanni Carlo Boschi
- Cardinale Bartolomeo Pacca
- Papa Gregorio XVI
- Cardinale Lodovico Altieri
- Vescovo Giovanni Corti

La successione apostolica è:
- Vescovo Giacomo Bignotti (1853)